# 100-я стрелковая бригада
100-я стрелковая бригада, 100-я отдельная стрелковая бригада — стрелковое формирование РККА ВС Союза ССР, в Великой Отечественной войне.
Отдельная стрелковая бригада сформирована в декабре 1941 года в Алма-Ате. В действующей армии и флоте c 13 августа 1942 года по 8 декабря 1943 года. В боевых действиях принимала участие с сентября 1942 года по октябрь 1943 года. Сокращённое действительное наименование соединения, применяемое в рабочих документах — 100 сбр, 100 осбр. 8 декабря 1943 года преобразована в 1-ю стрелковую дивизию (1 сд) слиянием с 31-й курсантской стрелковой бригадой.

## История
100-я отдельная стрелковая бригада РККА сформирована на основании приказа Народного комиссара обороны Союза ССР «О формировании национальных кавалерийских дивизий и национальных стрелковых бригад». Приказом Командующего войсками Среднеазиатского военного округа, от 26 ноября 1941 года, определено начало сформирования бригады.
20 декабря 1941 года бригада была сформирована и приступила к боевой учёбе, сколачиванию частей и подразделений. Национальный состав бригады в момент сформирования:
- казахов — 86 %;
- русских — 11 %;
- украинцев, белорусов и других национальностей — 3 %.

Из-за места сформирования соединения и указанного национального состава, в сети часто употребляется наименование бригады стрелков как 100-я Казахская стрелковая бригада.
9 августа 1942 года приказом Народного Комиссара Обороны Союза ССР формирование из Алма-Аты передислоцирована в город Бабушкин (под Москвой) и поступила в распоряжение Командующего Войсками Московского Военного Округа.
19 октября 1942 года приказом Командующего Войсками МВО № 994270 бригада передана в распоряжение Командующего войсками Калининским фронтом.
Соединение входило в состав, в периоды времени:
- с 03.11.1942 г. по 06.12.1942 г. — 39-й армии.
- с 07.12.1942 г. по 20.12.1942 г. — 22-й армии
- с 21.12.1942 г. — 3-й ударной армии

Соединение участвовало в операции «Марс», Великолукской и Невельской операциях.
До января 1943 года командиром бригады был подполковник Ефим Васильевич Воронков, погибший в ходе боёв под Великими Луками от ран в январе 1943 года.
В составе 39-й армии бригада выполняла определённые частные задачи.
25 ноября 1942 года бригада совместно с 46 мсбр после прорыва 373-й стрелковой дивизии обороны противника была введена в прорыв где действовала до 7 декабря 1942 года., заняла ряд населённых пунктов, при этом понесла большие потери — 2 572 человека личного состава.
С 11 по 20 декабря 1942 года бригада находилась в резерве 22-й армии в районе р. Льба, где получила пополнение и приводила себя в порядок.
С 20 по 23 декабря 1942 года бригада была автотранспортом переброшена в район Великие Луки, где поступила в подчинение 3-й ударной армии.
С 5 по 12 января 1943 года отдельная бригада вела боевые действия по ликвидации Великолукской группировки противника, в боях понесла большие потери и с 12 января по 6 октября 1943 года бригада находилась в резерве командующего 3-й ударной армией, выполняя отдельные боевые задачи и занимаясь боевой подготовкой.
В ходе Невельской наступательной операции бригада находилась в резерве до 14.10.1943 г. и боевых действий не вела.
15 октября 1943 года бригада вела боевые действия по ликвидации противника в районе межозерья Большой Иван и Коротай с задачей захватить посёлок и район станции Изоча. Поставленной задачи бригада не выполнила, при этом понесла большие потери.
С 19 октября 1943 года бригада занимала оборону северной и северо-западной части г. Невель , 31.10.43 г. бригада сменила части 146-й стрелковой дивизии и заняла новый район обороны.
4 ноября 1943 года проводила операцию по улучшению своих позиций.
В боях за Социалистическую Родину личный состав бригады проявил мужество и отвагу, за что было награждено орденами и медалями 215 человек.
8 декабря 1943 года слиянием с 31-й курсантской стрелковой бригадой преобразована в 1-ю стрелковую дивизию. Впоследствии стрелковая дивизия была награждена орденом Красного Знамени, ей было присвоено почётное наименование «Брестская».

## Командование
- Марецкий, Анатолий Александрович, командир бригады, до войны военный комиссар района города Алма-Ата[1].
- Баймульдин Абылхаир, подполковник, заместитель командира бригады по строевой подготовке[1] (1943).